# JFE鋼板
JFE鋼板株式会社（JFE Galvanizing & Coating Co., Ltd.）は、東京都品川区大崎に本社を置く日本の鉄鋼メーカー。
JFEスチールグループの薄板建材事業の中核として表面処理鋼板（めっき鋼板、塗装鋼板）、建材製品の生産、販売を行っている。

## 沿革

### 東京亜鉛鍍金→川鉄鋼板
- 1913年6月 東京亜鉛鍍金株式会社設立
- 1953年8月 日本初の塗装鋼板「レヂノ鉄板」の製造販売を開始
- 1960年8月 千葉工場開設（現・東日本製造所千葉地区）
- 1965年1月 川鉄鋼板株式会社に商号変更（三剛鋼板株式会社および新日本鍍金株式会社を吸収合併）
- 1965年12月 千葉県松戸市に松戸工場開設
- 1972年2月 岡山県倉敷市に玉島工場開設（現・倉敷製造所）
- 1985年4月 製品研究所開設（現・鋼板研究開発部）
- 2003年7月 川鉄ルーフテック株式会社の営業部門を譲渡

### 日本鋼管京浜製造所→エヌケーケー鋼板
- 1960年7月 日本鋼管京浜製造所（NKK）京浜製鉄所で溶融亜鉛めっきラインが稼働開始
- 1968年12月 NKK京浜製鉄所で塗装鋼板ラインが稼働開始
- 1999年6月 エヌケーケー鋼板株式会社を設立

### JFE鋼板
- 2004年4月 川鉄鋼板とエヌケーケー鋼板が合併し、JFE鋼板株式会社設立
- 2010年4月 松戸製造所の機能を京浜製造所に集約
- 2010年11月 本社を品川区大崎に移転

## 製造拠点

### 東日本製造所
千葉市中央区に所在。主な生産品目はGI、GF（エコガル）、GL、塗覆装。

### 倉敷製造所
倉敷市玉島乙島に所在。主な生産品目はGI、GL、塗覆装。

## 本社・支店等

### 本社
東京都品川区大崎1丁目11番2号ゲートシティ大崎イーストタワーに入居。

### 支店・営業所
国内8都市（札幌市・仙台市・名古屋市・富山市・大阪市・広島市・岡山市・福岡市）に所在。

### 研究所
千葉市中央区に所在。

## グループ会社
- JFE北日建材（株）
- JFE鋼板総合サービス（株）
- JFE機材フォーミング（株）
- レヂノルーフテック（株）
- JFE日建板